# (407) Arachne
(407) Arachne – planetoida z pasa głównego asteroid okrążająca Słońce w ciągu 4 lat i 93 dni w średniej odległości 2,62 j.a. Została odkryta 13 października 1895 roku w Landessternwarte Heidelberg-Königstuhl w Heidelbergu przez Maxa Wolfa. Nazwa planetoidy pochodzi od Arachne, którą Atena wyzwała na pojedynek tkacki w mitologii greckiej. Przed jej nadaniem planetoida nosiła oznaczenie tymczasowe (407) 1895 CC.